# Christmas in the Heart
Christmas in the Heart é o trigésimo quarto álbum de estúdio e o primeiro de Natal do cantor Bob Dylan, lançado a 13 de outubro de 2009.
Todos os lucros da venda do disco serão em beneficência das organizações não lucrativas Feeding America nos Estados Unidos e Crisis no Reino Unido, bem como para o Programa Alimentar Mundial.
Dylan declarou que apesar de ser judeu, nunca se sentiu deixado fora do Natal, durante a sua infância no Minnesota. Apesar da popularidade da música de natal, disse:
| “ | … it's so worldwide and everybody can relate to it in their own way. | ” |

| Críticas profissionais                                                      | Críticas profissionais |
| Avaliações da crítica                                                       | Avaliações da crítica  |
| Fonte                                                                       | Avaliação              |
| --------------------------------------------------------------------------- | ---------------------- |
| Allmusic                                                                    | [ 4 ]                  |
| A.V. Club                                                                   | (B-)                   |
| The Chicago Tribune                                                         | [ 6 ]                  |
| Robert Christgau                                                            | [ 7 ]                  |
| Drowned In Sound                                                            | (5/10)                 |
| The Guardian                                                                | (4/5)                  |
| Rolling Stone                                                               | [ 10 ]                 |
| Slant Magazine                                                              | [ 11 ]                 |
| Sputnikmusic                                                                | [ 12 ]                 |
| Uncut                                                                       | [ 13 ]                 |
| Esta tabela precisa de ser acompanhada por texto em prosa. Consulte o guia. |                        |

## Faixas
1. "Here Comes Santa Claus" (Gene Autry, Oakley Haldeman) – 2:35
2. "Do You Hear What I Hear?" (Noël Regney, Gloria Shayne Baker) – 3:02
3. "Winter Wonderland" (Felix Bernard, Richard B. Smith) - 1:52
4. "Hark The Herald Angels Sing" (Mendelssohn, letra: Wesley, arr. Dylan) – 2:30
5. "I'll Be Home For Christmas" (Buck Ram, Kim Gannon, Walter Kent) – 2:54
6. "Little Drummer Boy" (Katherine K. Davis, Henry Onorati, Harry Simeone) – 2:52
7. "The Christmas Blues" (Sammy Cahn, David Jack Holt) – 2:54
8. "O' Come All Ye Faithful" ("Adeste Fideles") (Traditional, arr. Dylan) - 2:48
9. "Have Yourself a Merry Little Christmas" (Hugh Martin, Ralph Blane) – 4:06
10. "Must Be Santa" (William Fredericks, Hal Moore) – 2:48
11. "Silver Bells" (Jay Livingston, Ray Evans) – 2:35
12. "The First Noel" (Tradicional, arr. Dylan) – 2:30
13. "Christmas Island" (Lyle Moraine) – 2:27
14. "The Christmas Song" (Mel Tormé, Bob Wells) – 3:56
15. "O Little Town of Bethlehem" (Tradicional, arr. Dylan) – 2:17

## Paradas
| Ano  | Parada             | Posição |
| ---- | ------------------ | ------- |
| 2009 | Billboard 200      | 23      |
| 2009 | Top Holiday Albums | 1       |
| 2009 | Top Rock Albums    | 9       |

## Créditos
- Bob Dylan – Guitarra, teclados, vocal, harmónica
- Tony Garnier – Baixo
- Phil Upchurch – Guitarra, bandolim
- Patrick Warren - Piano, órgão, celesta
- David Hidalgo – Acordeão, guitarra, bandolim, violino
- Donnie Herron – Guitarra steel, bandolim, trompete, violino
- George Recile – Bateria, percussão